# Communauté de communes du Soultzerland
La Communauté de communes du Soultzerland est une ancienne intercommunalités qui composait le Pays de l'Alsace du Nord située dans le département du Bas-Rhin et la région Alsace ; elle comptait 7 communes membres.

## Historique
La communauté de communes du Soultzerland a été créée 27 décembre 2001.
Elle fusionne le 1er janvier 2014 avec celle voisine du Hattgau pour former la Communauté de communes de l'Outre-Forêt

## Composition
- Hoffen (4 délégués)
- Keffenach (2 délégués)
- Memmelshoffen (2 délégués)
- Retschwiller (2 délégués)
- Schœnenbourg (2 délégués)
- Soultz-sous-Forêts (6 délégués)
- Surbourg (4 délégués)

## Administration
La communauté de communes du Soultzerland avait son siège à Soultz-sous-Forêts. Son dernier président est Jean-Laurent Vonau, conseiller général du canton de Soultz-sous-Forêts.